# Костенко, Алексей Тимофеевич
Алексей Тимофеевич Костенко (1910—1966) — советский военачальник, генерал-лейтенант авиации (26.05.1959).

## Биография
Родился 25 Февраля 1910 года на станции Лозовая Екатеринославской губернии (ныне - Харьковская область). 
В 1918—1925 годах учился в местной железнодорожной семилетней школе. Затем учился с 1925 по 1928 года в Кременчугском техническом училище, получив специальность техник-механик. 
С 1928 по 1930 год работал в паровозном депо станции Лозовая паровозным кочегаром, помощником паровозного машиниста, затем — машинистом паровоза. В 1930—1932 годах учился в Харьковском институте инженеров железнодорожного транспорта. В мае 1932 года по спецнабору ЦК ВКП(б) Костенко был призван в 8-ю Военную авиационную школу пилотов в Одессе, которую окончил в 1933 году. После этого учился на курсах командиров звеньев при 1-й Военной школе пилотов им. Мясникова в Севастополе, которые окончил в 1934 году. В 1934—1938 годах служил в 13-й истребительной авиационной эскадрильи Ленинградского военного округа (Гатчина) в должности командира звена и неотдельного отряда и в 7-м истребительном авиационном полку этого же округа в городе Пушкин в должности командира эскадрильи. В 1938 году участвовал в Первомайском воздушном параде над Красной площадью.
В 1939—1940 годах Алексей Костенко служил в 25-м истребительном авиационном полку Ленинградского военного округа в должности командира эскадрильи. В составе 25-го ИАП участвовал в походе войск Красной Армии в Западную Украину, где совершил два боевых вылета. В составе этого же истребительного полка, а также 149-го ИАП участвовал в войне с Финляндией — совершил 38 боевых вылетов, сбил лично 2 финских самолёта.
Участник Великой Отечественной войны, последовательно находился в должности командира 180-го ИАП, 269-й ИАД, 101-й и 310-й ИАД ПВО. Участвовал в битве за Сталинград, сражении под Курском, подготовке к Берлинской операции. Одержал 1 личную воздушную победу в 1941 году.
После окончания войны Алексей Тимофеевич Костенко продолжал служить в войсках ПВО СССР. В 1952 году окончил авиационный факультет Высшей ордена Суворова 1-й степени Военной академии им. К.Е. Ворошилова. Занимая высокие должности, командовал 310-й и 106-й ИАД ПВО, 37-м ИАК ПВО, истребительной авиацией Харьковского корпуса ПВО, был заместителем командующего Северной группы войск по войскам ПВО, командиром Куйбышевского корпуса ПВО. 
Генерал-майор авиации с 11 мая 1949 года, генерал-лейтенант авиации с 25 мая 1959 года.
Уволен в запас по болезни в 1960 году. Умер 4 июля 1966 года в Москве. Похоронен в Харькове.

## Награды
- Награждён четырьмя  орденами Красного Знамени, орденами Отечественной войны 1-й степени и Красной Звезды, а также многими медалями, в числе которых «За боевые заслуги» (1944), «За оборону Сталинграда» (1942), «За победу над Германией в Великой Отечественной войне» (1945).[1]